# Denisonia devisi
Denisonia devisi — вид отруйних змій родини аспідових (Elapidae). Ендемік Австралії. Вид названий на честь англійського зоолога Чарльза Волтера Де Віса.

## Поширення й екологія
Denisonia devisi мешкають в центральному і південному Квінсленді та у внутрішніх районах Нового Південного Уельсу, а також на північному заході Вікторії. У 2021 році вид був виявлений на південному сході Південної Австралії. Denisonia devisi живуть на алювіальних рівнинах, порослих травою, на заплавних луках, в галерейних лісах, саванах і сухих склерофільних лісах. Ведуть наземний спосіб життя, живляться жабами, яких шукають поблизу струмків та інших водно-болотних угідь. Яйцеживородні, народжують 3-9 дитинчат.